# Hakkemosen
Hakkemosen er et 50 hektar stort naturområde i Høje-Taastrup kommune. Det er i Hakkemosen, at man finder en af de seks Glemte Kæmper, trolden Teddy Venlig.
Ved søen i Hakkemosen er der shelter og bålplads. Der er gode fiskemuligheder i søen, blandt andet karper, gedder og diverse fredfisk. Der kræves fiskekort for at fiske i Hakkemosen.
Ved parkeringspladsen findes et stort picnicområde med borde/bænke, beachevolleybane og offentligt toilet.
Ved Økobasen findes en stor naturlegeplads.

## Historie
Udgravninger viser, at Hakkemosen i årtusinder har været brugt af mennesker. For 100-150 år siden udgravede man ler til Danmarks største teglværk, Hakkemose Teglværk. I en periode var forfatteren Morten Korch direktør for teglværket.

## Teddy Venlig
Teddy Venlig er en af de seks Glemte Kæmper/trolde på Vestegnen. Kæmperne så dagens lys i 2016 i forbindelse med Vestegnens Kulturuge. Kæmperne er bygget af kunstneren Thomas Dambo og de er alle bygget af lokale genbrugsmaterialer. Teddy er opkaldt efter en venlig mand, der hjalp til med at bygge trolden i Hakkemosen.
Ved Teddy Venlig er opsat en plade med et vers, der giver en ledetråd til hvor man finder en af de andre Glemte Kæmper. På pladen står:
”Mine arme er lange og hjælper dig på vej.
Jeg bliver aldrig sur, kom bare træd på mig.
Jeg har en stor flok søskende, men vi er gemt for mennesker.
De kalder os for vestegnens glemte kæmper.
Bag campingpladsen i den rødeste åre.
På bakken sover bror Louis lige fra vinter til vår”

## Økobase Hakkemosen
Økobase Hakkemosen er en lille naturskole, der ligger ved Hakkemosen. I bygningen er der skolestue, grejrum, køkken og toiletter. Naturskolen bruges fortrinsvis af daginstitutioner og skoleklasser i Høje-Taastrup kommune. I forbindelse med Økobase Hakkemosen er der en stor offentlig naturlegeplads.